# 滎經開善寺
滎經開善寺位於四川省滎經縣嚴道鎮，文物遺址年代判定為明。1954年列為西康省文物保護單位。1991年4月16日公佈為四川省第三批文物保護單位。2006年5月25日列為第六批全國重點文物保護單位。